# رافا جالفيز
رافا جالفيز (بالإسبانية: Rafael Gálvez Cerrillo)‏ هو لاعب كرة قدم إسباني في مركز الوسط، ولد في 20 مايو 1993 في قرطبة في إسبانيا. لعب مع نادي إلتشي ونادي قرطبة.

## وصلات خارجية
- رافا جالفيز على موقع قاعدة بيانات كرة القدم.إي يو (الإنجليزية)
- رافا جالفيز على موقع Soccerway.com (الإنجليزية)
- رافا جالفيز على موقع عالم كرة القدم.نت (الإنجليزية)